# Portada/article agost 23

## Panda vermell comú
El panda vermell comú (Ailurus fulgens, 'gat lluent' en grec), també conegut com a panda petit, és un petit mamífer arborícola, l'única espècie del gènere Ailurus. Pertany a la família dels ailúrids, però antigament fou classificat dins les famílies dels prociònids (ossos rentadors) i dels úrsids (ossos).
Es troba en perill d'extinció, a causa de la destrucció d'hàbitat per l'expansió humana, de l'agricultura, del bestiar i de l'extracció de recursos naturals. La caça furtiva també és un altre factor important que ha contribuït a la disminució de la població de pandes. És un animal comú en zoològics, principalment a Nord-amèrica i Europa i es reprodueix bé en captivitat.